# San Lorenzo, San Juan Lalana
San Lorenzo är en ort i Mexiko.   Den ligger i kommunen San Juan Lalana och delstaten Oaxaca, i den sydöstra delen av landet, 400 km sydost om huvudstaden Mexico City. San Lorenzo ligger 94 meter över havet och antalet invånare är 1 191.
Terrängen runt San Lorenzo är platt åt nordost, men åt sydväst är den kuperad. San Lorenzo ligger nere i en dal. Runt San Lorenzo är det ganska glesbefolkat, med 23 invånare per kvadratkilometer. Närmaste större samhälle är San José Río Manzo, 14,6 km nordväst om San Lorenzo. Omgivningarna runt San Lorenzo är en mosaik av jordbruksmark och naturlig växtlighet.